# 서천역
서천역(Seocheon station, 舒川驛)은 장항선의 철도역이다. 서해금빛열차를 제외한 모든 여객 열차가 정차한다. 2008년 1월 1일 장항선과 군산선이 직결되면서 한때 서천 ~ 군산간 새마을호의 시·종착역이 된 적이 있다. 장항선 직선화 사업 개통과 함께 역사 위치를 이전하였다. 역무실에서 한국철도 100주년 기념 스탬프를 날인할 수 있다.

## 역사
- 1930년 11월 1일 : 서천역(舒川驛)으로 보통역으로 영업 개시 (서천읍 군사3리 55-6)[1]
- 1949년 12월 20일 : 충남서천역(忠南舒川驛)으로 역명 변경[2]
- 1955년 7월 1일 : 서천역으로 역명 환원[3]
- 1978년 6월 12일 : 역사 신축 착공
- 1978년 9월 19일 : 역사 신축 준공
- 1998년 12월 1일 : 장항선 전구간 비둘기호 운행중단
- 2004년 4월 1일 :  장항선 통일호 운행중단
- 2006년 5월 1일 : 소화물 취급 중지
- 2008년 11월 1일 : 화물 취급 중지[4]
- 2008년 11월 27일 : 장항선 직선화 관계로 역사 신축 이전(서천읍 화금리 702-2)
- 2008년 12월 15일 : 화물 취급 재개[5]
- 2009년 9월 7일 : 구 역사가 서천군 맑은물사업소로 사용되기 시작[6]
- 2019년 3월 1일 : 구 역사철거[7]

## 역 구조
승강장은 2면 4선으로 운영되며, 쌍섬식으로 운영된다.

### 승강장
| ↑ 판교          |
| １２ \| ３４ \| |
| 장항 ↓          |

| 1 | 장항선 | 새마을호·무궁화호 | 사용하지 않음       |
| 2 | 장항선 | 새마을호·무궁화호 | 천안·수원·용산 방면 |
| 3 | 장항선 | 새마을호·무궁화호 | 익산 방면           |
| 4 | 장항선 | 새마을호·무궁화호 | 사용하지 않음       |

## 인접한 역
이 역을 운행하는 열차는 모두 용산역과 익산역을 기점으로 운행하고 있다.
| 장항선         | 장항선          | 장항선         |
| -------------- | --------------- | -------------- |
| 웅천 용산 방면 | 새마을호 장항선 | 장항 익산 방면 |
| 판교 용산 방면 | 무궁화호 장항선 | 장항 익산 방면 |

## 사진

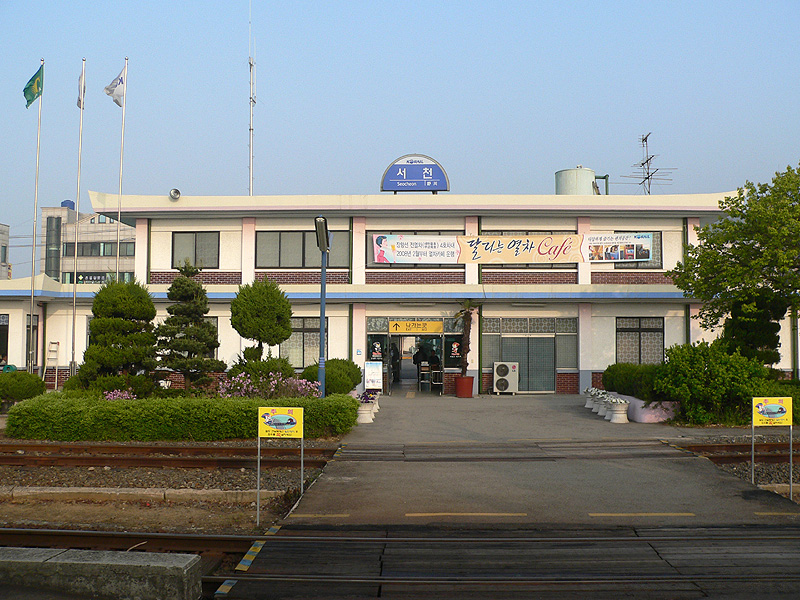
서천역 구 역사